# Armata a 7-a (RSFSR)
Armata a 7-a a fost o unitate militară operativă a Armatei Roșii a Muncitorilor și Țăranilor (Armata Roșie), care a fost formată în timpul Războiului Civil Rus și a intervenției aliaților în Rusia.

## Prima formare

### Istoric
Armata a 7-a a fost formată prin ordinul Sovietului Militar Revoluționar al Frontului de Nord de la 1 noiembrie 1918, în temeiul directivei din 30 octombrie 1918, din părți ale fostului grup Oloneț, ale Diviziei 2 Infanterie din Petrograd și Diviziei de Infanterie din Pskov. A funcționat ca parte a Frontului de Nord, iar după desființarea acestuia (directiva comandantului nr. 795/12 februarie 1919) a intrat în componența Frontului de Vest.
Prin hotărârea Sovietului Militar Revoluționar din 22 noiembrie 1918 Armata a 7-a a fost subordonată operațional Flotei din Marea Baltică și cetății Kronstadt.
Prin ordinul Frontului de Vest nr. 0752 din 29 decembrie 1918 o parte din Armata a 7-a a fost preluată de Grupul de Armate Letonia, instituit prin ordinul comandamentului militar din 8 decembrie 1918. Prin ordinul Sovietului Militar Revoluționar din 4 ianuarie 1919, grupul s-a transformat în Armata Letoniei Sovietice și a fost subordonat comandantului suprem.
Prin ordinul armatei nr. 2 din 20 februarie 1919 a fost creat Grupul de Apărare a Petrogradului în scopul de a întări apărarea istmului Carelia și a cetății Kronstadt. A fost desființat prin ordinul armatei nr. 144 din 14 aprilie 1919.
Sediul armatei a fost la Novgorod (decembrie 1918 — iulie 1919), Dețkoe Selo (august — octombrie 1919) și Petrograd (octombrie 1919 — februarie 1920).

### Componența
Armata a inclus:
- Statul Major (sediul central);
- Divizia 1 Infanterie (noiembrie 1918 — august 1919)
- Divizia 2 Infanterie (iulie — decembrie 1919)
- Divizia 2 Infanterie Petrograd (noiembrie 1918)
- Divizia 2 Infanterie Novgorod (noiembrie 1918 — ianuarie 1919)
- Divizia 6 Infanterie (noiembrie 1918 — februarie 1920)
- Divizia 10 Infanterie (februarie — iulie 1919, septembrie 1919 — februarie 1920)
- Divizia 19 Infanterie, fosta grupă Oloneț (noiembrie — decembrie 1918, ianuarie — august 1919)
- Divizia 19 Infanterie, fosta grupă Luga (august — septembrie 1919, ianuarie — februarie 1920)
- Divizia 55 Infanterie (fosta unitate kareliană; noiembrie 1919 — februarie 1920)
- Divizia 56 Infanterie (noiembrie 1919 — februarie 1920)
- Divizia de Infanterie Pskov (noiembrie 1918)
- Divizia de Infanterie Estonă (iunie — iulie 1919)

### Echipa de comandă
Comandanți:
- 01.11.1918 — 28.11.1918 Evgheni Andreevici Iskrițki
- 28.11.1918 — 05.12.1918 Evgheni Matveevici Golubințev
- 05.12.1918 — 27.01.1919 Nikolai Vladimirovici Henrikson
- 27.01.1919 — 01.07.1919 Aleksandr Kondratievici Remezov
- 01.07.1919 — 26.09.1919 Mihail Stepanovici Matiasevici
- 26.09.1919 — 17.10.1919 Serghei Dmitrievici Harlamov
- 17.10.1919 — 17.11.1919 Dmitri Nikolaevici Hadiojnîi
- 17.11.1919 — 10.02.1920 Serghei Ivanovici Odințov

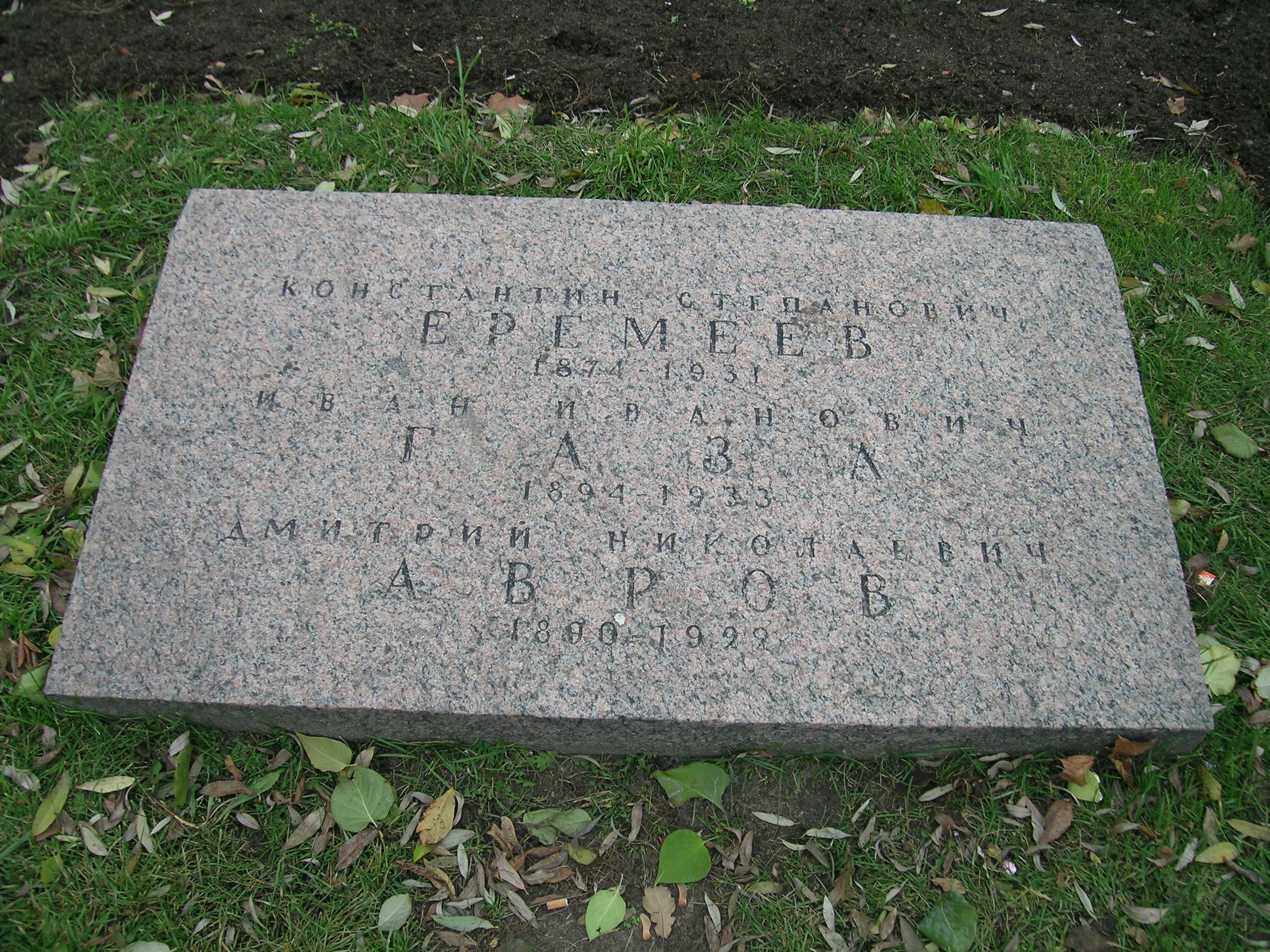
Foto

Membrii Sovietului Militar Revoluționar:
- 01.10.1918 — 21.01.1919 Mihail Iosifovici Rozen.
- 19.11.1918 — 03.12.1918 Serghei Petrovici Națarenus
- 19.11.1918 — 29.03.1919 Semion Petrovici Voskov
- 22.11.1918 — 05.01.1919 Ivan Aleksandrovici Tomașcevici
- 09.12.1918 — 05.05.1919 Boris Pavlovici Pozern
- 30.01.1919 — 28.05.1919 Ivan Ivanovici Lepse
- 11.02.1919 — 10.02.1920 Vladimir Sergheevici Șatov
- mai 1919 Moisei Markovici Haritonov
- 25.05.1919 — 28.06.1919 Ivan Ivanovici Mejlauk
- 28.06.1919 — 30.09.1919 Arkadi Pavlovici Rozengolț
- 14.07.1919 — 26.11.1919 Grigori Evseevici Zinoviev
- 05.10.1919 — 17.11.1919 B. S. Kozlovski
- 06.10.1919 — 17.12.1919 Nikolai Ilici Podvoiski
- 23.10.1919 — 10.02.1920 Mihail Mihailovici Lașcevici
- 22.12.1919 — 22.01.1920 S. P. Medvedev

Șefi de stat major:
- 01.11.1918 — 08.11.1918 Vasili Evghenievici Mediokritski
- 08.11.1918 — 25.12.1918 Vladimir I. Șișkin
- 25.12.1918 — 08.05.1919 Mihail Viktorovici Țîgalski
- 08.05.1919 — 05.07.1919 C. N. Golubev
- 05.07.1919 — 30.09.1919 Vladimir Ialmarovici Lindekvist (trădător)
- 30.09.1919 — 17.10.1919 Aleksandr A. Liutov
- 17.10.1919 — 14.11.1919 Leonid K. Aleksandrov
- 14.11.1919 — 31.12.1919 Serghei Dmitrievici Harlamov
- 31.12.1919 — 27.01.1920 Mihail Mihailovici von Enden
- 27.01.1920 — 10.02.1920 Vladimir Nikolaevici Zarubaev

Comisari:
- ??.??.1919 — 09.02.1920 Ivan Nikitici Demenev

## A doua formare
Prin ordinul Sovietului Militar Revoluționar din 10 aprilie 1920, Armata a 7-a a fost reînființată la 15 aprilie 1920, a fost restaurată. Prin ordinul Sovietului Militar Revoluționar din 3 decembrie 1920, comanda armatei a acționat în consens cu comanda Districtului Militar Petrograd. Armata nu a purtat lupte.

### Componența
Armata a inclus:
- Statul Major (sediul central);
- Divizia 1 Infanterie (aprilie — iulie 1920)
- Divizia 6 Infanterie (februarie — mai 1920)
- Divizia 12 Infanterie (septembrie — octombrie 1920)
- Divizia 13 Infanterie (iunie — septembrie 1920)
- Divizia 18 Infanterie (aprilie — mai 1920)
- Divizia 19 Infanterie, fosta grupă Luga (februarie — aprilie 1920)
- Divizia 43 Infanterie (august — decembrie 1920)
- Divizia 54 Infanterie (aprilie — iunie 1920)
- Divizia 55 Infanterie (fosta unitate kareliană; februarie — august 1920)

### Echipa de comandă
Comandanți:
- 15.04.1920 — 30.07.1920 Serghei Ivanovici Odințov
- 30.07.1920 — 25.08.1920 Mihail Mihailovici Lașcevici
- 25.08.1920 — 03.12.1920 Vladimir Nikolaevici Zarubaev

Membrii Sovietului Militar Revoluționar:
- 15.04.1920 — 03.12.1920 Vladimir Sergheevici Șatov
- 15.04.1920 — 31.08.1920 Mihail Mihailovici Lașcevici
- 25.08.1920 — 03.12.1920 Grigori Eremeevici Evdokimov
- 25.07.1920 — 03.12.1920 B. A. Semionov
- 10.10.1920 — 03.12.1920 Dmitri Nikolaevici Avrov

Șefi de stat major:
- 15.04.1920 — 25.09.1920 Vladimir Nikolaevici Zarubaev
- 25.09.1920 — 07.10.1920 Grigori Aleksandrovici Pliușcevski-Pliușcik
- 07.10.1920 — 03.12.1920 L. N. Rostov

## A treia formare
Armata a fost formată pentru a treia oară la 5 martie 1921, în legătură cu Rebeliunea din Kronstadt. După înăbușirea rebeliunii la 10 mai 1921, armata a fost desființată, iar trupele au fost transferate în Districtul Militar Petrograd.

### Componența
Armata a inclus:
- Statul Major (sediul central);
- Divizia 11 Infanterie (martie — aprilie 1921)
- Divizia 27 Infanterie (martie 1921)
- Divizia 43 Infanterie (martie — mai 1921)
- Divizia de Infanterie Consolidată (martie 1921)

### Lupta
Armata a 7-a a concentrat forțele militare ce au avut misiunea de a înăbuși Rebeliunea din Kronstadt. Primul asalt asupra fortăreței a avut loc la 8 martie 1921. După aceea, armata a fost mult întărită și a ajuns la aproximativ 45.000 de militari. În noaptea de 17 martie, trupele armatei a 7-a au început o nouă ofensivă la Kronstadt, iar în dimineața următoare au pătruns în oraș. Ca urmare, rebelii au fost învinși definitiv la 18 martie.

### Echipa de comandă
Comandanți:
- 05.03.1921 — 19.03.1921 Mihail Nikolaevici Tuhacevski
- 19.03.1921 — 10.05.1921 Dmitri Nikolaevici Avrov

Grupul de Nord:
- 05.03.1921 — 10.05.1921 Evgheni Sergheevici Kanzanski

Membrii Sovietului Militar Revoluționar:
- 05.03.1921 — 10.05.1921 Grigori Eremeevici Evdokimov
- 05.03.1921 — 10.05.1921 B. A. Semionov
- 05.03.1921 — 19.03.1921 Dmitri Nikolaevici Avrov

Grupul de Nord:
- 05.03.1921 — 10.05.1921 Evgheni Ilici Weger[2]

Șefi de stat major:
- 03.03.1921 — 10.05.1921 A. M. Peremîtov